# (533) Сара
(533) Сара (англ. Sara) — астероид главного пояса, который был открыт 19 апреля 1904 года американским астрономом Раймондом Дуганом в обсерватории Хайдельберг и назван в честь друга первооткрывателя Сары Мундшайн.

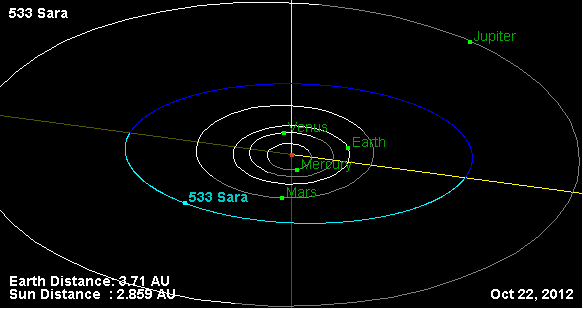
Орбита астероида Сара и его положение в Солнечной системе